# 短甲

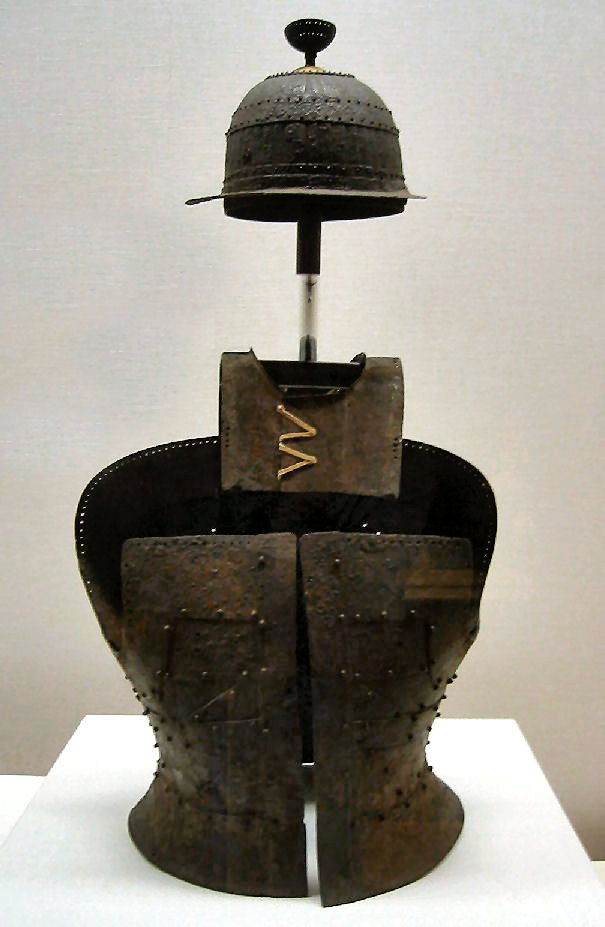
東京国立博物館所收藏的鐵製鋲留短甲與兜

短甲（たんこう）是日本古墳時代（四世紀初）使用的的第一种鐵製盔甲，也是古墳時代的鐵製鎧甲的初級階段。五世紀中葉以後，短甲逐漸被取代。